# Бочча (игра)
Бочча — игра с мячом для людей с ограниченными двигательными возможностями, похожая на боулинг, петанк и боулз. Бочча является паралимпийским видом спорта, игра проходит на корте.
Бочча активно развивается, в неё играют люди с тяжёлыми патологиями центральной нервной системы и с травмами позвоночника. Эта игра используется для их абилитации и реабилитации.
Бочча можно спутать с бочче, это разные варианты одной и той же игры. Отличия между ними заключаются в правилах, а также в том, что в бочча играют люди с ограниченными двигательными возможностями, а в бочче — все прочие.

## История

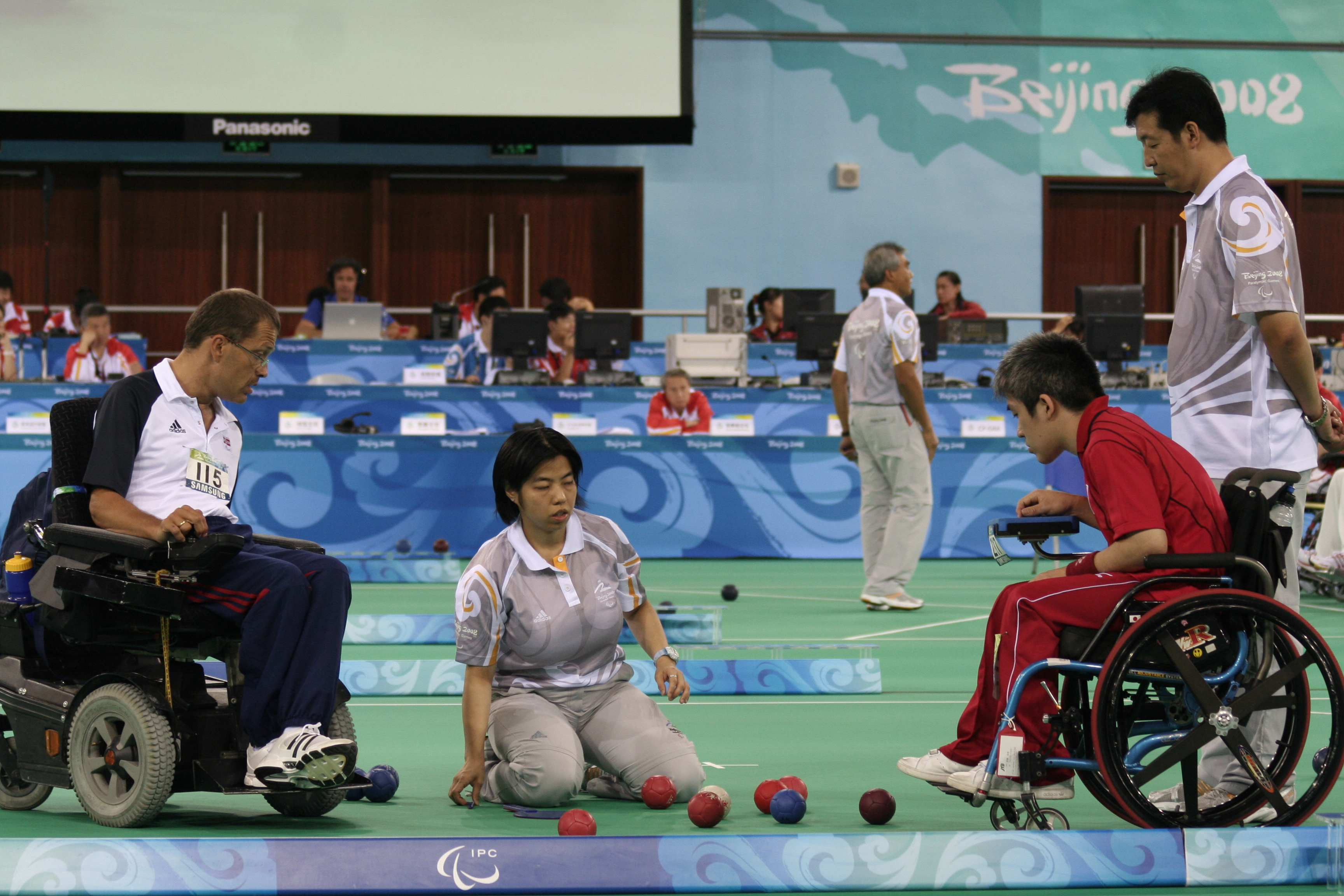
Игра в бочча на Паралимпийских играх в Пекине, 2008 год.

Истоки бочча, как и боулинга, петанка и боулза, можно найти в играх с мячом, распространённых в Римской империи.
В 1984 году бочча была включена в программу VII Паралимпийских летних игр.
Первый чемпионат по бочча в России был проведён в 2009 году.
Вплоть до XVI Паралимпийских летних игр, прошедших в Токио, в индивидуальных соревнованиях по бочча награды разыгрывались вне зависимости от пола спортсменов. Тем не менее на XVII Паралимпийских летних играх 2024 года в Париже награды индивидуальных соревнований мужчин и женщин были разыграны отдельно, в результате чего количество разыгрываемых медалей в бочча выросло до 11.

## Бочча как направление физкультуры

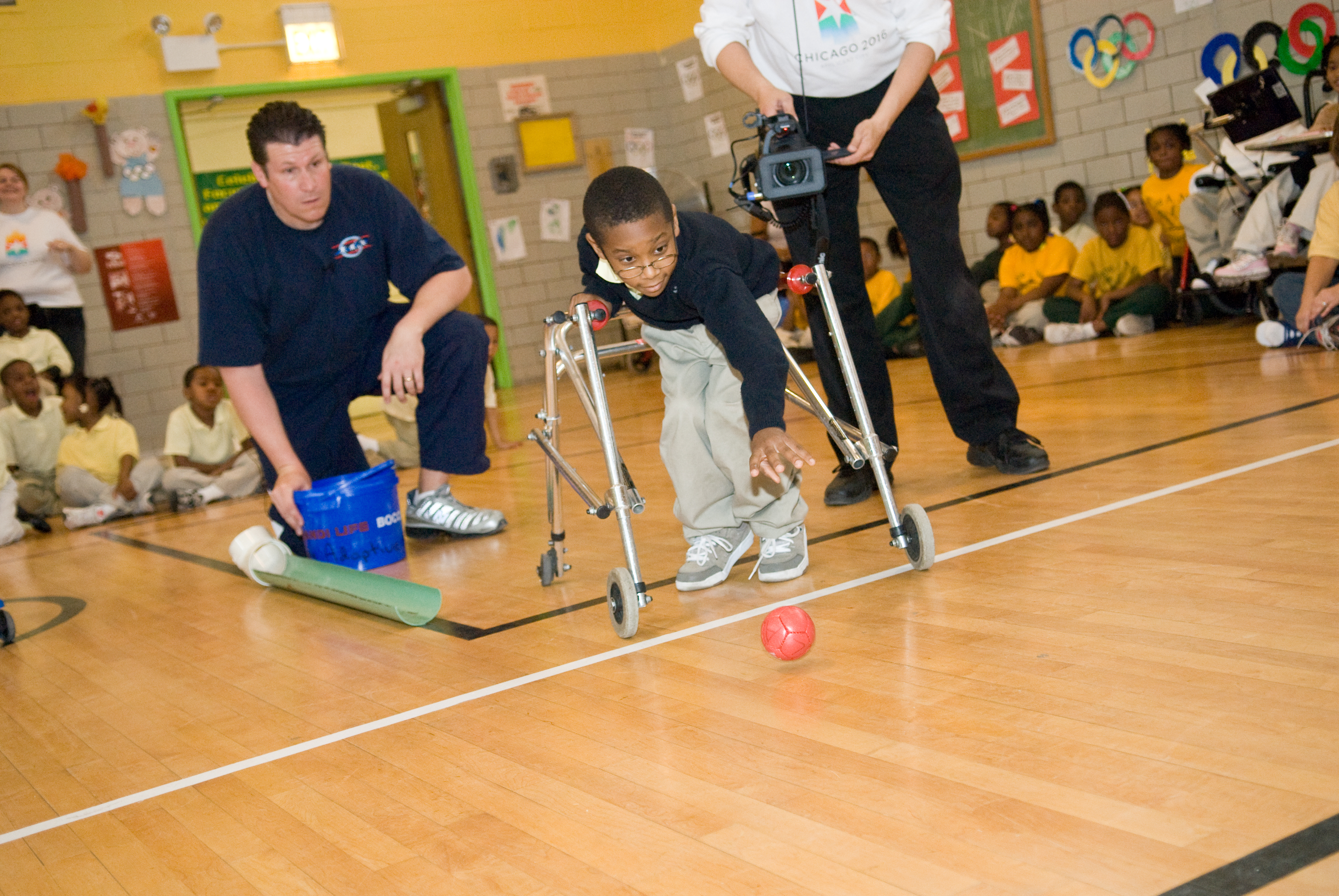

Бочча, как и бочче — безопасный, не травматичный вид игры с мячом, доступный для каждого человека. Эта игра может использоваться в качестве досуга с физической активностью в здоровом образе жизни. Бочча — вариант игры, используемый для реабилитации людей с патологиями центральной нервной системы, в том числе и с тяжёлыми, а также для реабилитации людей с травмами, в том числе с травмами позвоночника.
Бочча развивает физическую форму и улучшает состояние организма игроков, их настроение и самоощущение. Регулярные занятия бочча развивают ловкость, точность, выносливость, координацию движений, дополнительно развивают тактическое мышление.

## Бочча в России

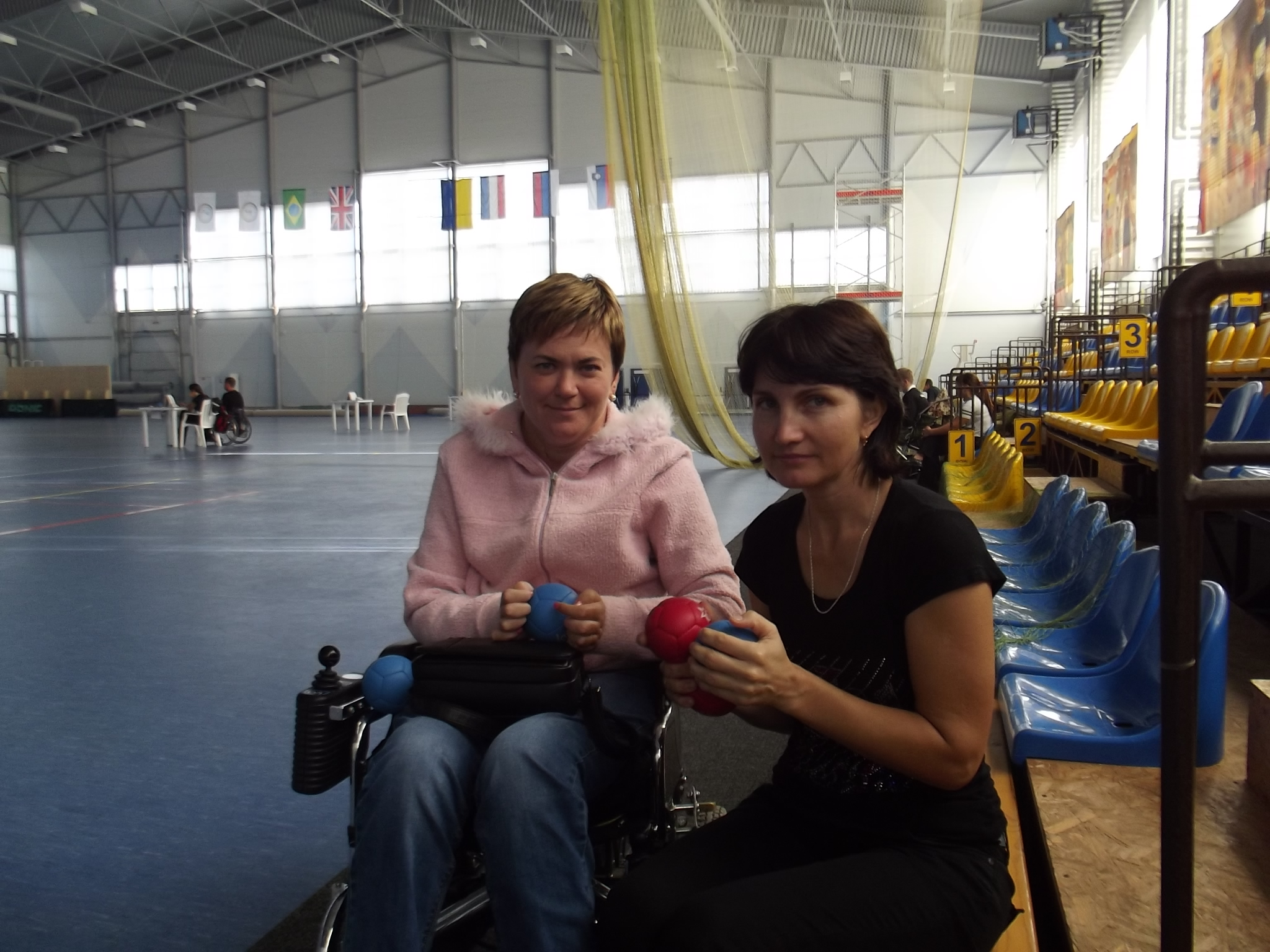

Бочча в России развивается как массовый спорт, а не только в качестве спорта высоких достижений. Бочча развивается в более чем 40 субъектах Российской Федерации.